# 富田仲次郎
富田 仲次郎（、1911年11月1日 - 1990年11月15日）は、日本の俳優。本名及び別名義は冨田 仲次郎（読みは同じ）。
東京市四谷区出身。専修大学専門部経営科中退。グループ71に所属していた。

## 来歴・人物
大学中退後、1941年にNHK東京放送劇団の研究生となり、1943年に第1期生として入団。1950年に『野生』で映画デビュー。1952年、綜芸プロに所属。東宝を中心に、大映、東映、日活など各社の映画に脇役として多数出演。1970年代からはテレビドラマを中心に活躍し、時代劇や刑事ドラマでヤクザの親分などのさまざまな悪役を演じた。
1990年11月15日午前11時34分、心不全のため、東京都武蔵野市の病院で死去。79歳没。

## 出演作品

### 映画
- 野生（1950年、東映）
- 暁の追跡（1950年、新東宝）
- 海賊船（1951年、東宝）
- 次郎長三国志（1952年、東宝）
- 太平洋の鷲（1953年、東宝） - 航空参謀[7]
- 知らずの弥太郎（1954年、大映）
- 踊り子行状記（1955年、大映）
- 宮本武蔵 完結篇 決闘巌流島（1956年、東宝）
- 乱菊物語（1956年、東宝）
- 警視庁物語 逃亡五分前（1956年、東映）
- 蜘蛛巣城（1957年、東宝）
- 丹下左膳（1958年、東映）
- 隠し砦の三悪人（1958年、東宝）
- 眼の壁（1958年、松竹） - 里村捜査一課長
- 拳銃街一丁目（1959年、日活）
- 男なら夢をみろ（1959年、日活）
- 多羅尾伴内 七つの顔の男だぜ（1960年、東映）
- 安寿と厨子王丸（1961年、東映動画） - 権六[8]
- 風の野郎と二人づれ（1961年、東映）
- 野盗風の中を走る (1961年)
- 太平洋のＧメン（1962年、東映）
- 東京湾（1962年、松竹）　殺し屋
- 切腹（1962年、松竹） - 人足組頭
- 花と竜（1962年、日活）
- 無宿人別帳（1963年、松竹） - 定五郎
- ギャング対Gメン（1962年、東映） - 前田丈治
- みんなわが子（1963年、ATG）
- 大盗賊（1963年、東宝） - 呂宋の部下[1]
- 三匹の侍（1964年、松竹）
- 日本一シリーズ（東宝）
  - 日本一のホラ吹き男（1964年）
  - 日本一の断絶男（1969年）
- 三大怪獣 地球最大の決戦（1964年、東宝） - 防衛長官[9]（防衛大臣[1][4]）
- 座頭市関所破り（1964年、大映）
- 乞食大将（1964年、大映）
- 博徒ざむらい (1964年)
- 三匹の野良犬（1965年、日活）
- 泣かせるぜ（1965年、日活）
- 侠客三国志 佐渡ケ島の決斗（1966年、東映）
- 処刑の島 (1966年)
- 二人の世界（1966年、日活） - 高梨
- 逃亡列車（1966年、日活） - 黒丸少佐
- 七人の野獣 血の宣言（1967年、日活）
- 黄金の野郎ども（1967年、日活）
- 無頼非情（1968年、日活）
- 霧にむせぶ夜（1968年、松竹）
- 風林火山（1969年、東宝）
- 前科 仮釈放（1969年、日活）
- 博徒一代 血祭り不動 (1969年、大映)
- 栄光への反逆（1970年、東宝）
- 不良番長 一獲千金（1970年、東映）
- 捨て身のならず者（1970年、東映）
- やくざ刑事（1970年、東映） - 西邦雄
- 喜劇 男の顔は人生よ（1971年、日活）
- 銀蝶流れ者 牝猫博奕（1972年、東映）
- にっぽん三銃士 おさらば東京の巻（1972年、東宝）
- 毘沙門天慕情（1973年、東宝）
- 日本侠花伝（1973年、東宝）
- 続・人間革命（1976年、東宝）
- 肉体の門（1977年、日活）
- 水戸黄門（1978年、東映）

など

### テレビドラマ
- 人間の條件（1962年 - 1963年、TBS / 大映テレビ室）
- テレビ指定席 / ポプラの歌（1963年、NHK）
- 三匹の侍 第1シリーズ 第9話「群狼乱舞」（1963年、CX）
- 特別機動捜査隊（NET / 東映）
  - 第176話「残雪」（1965年）
  - 第308話「流転の旅路」（1967年） - 金兵衛
  - 第595話「人間標的」（1973年） - 石堂
  - 第704話「人妻の虚像」（1975年） - 田口伝次郎
- 燃ゆる白虎隊（1965年、TBS）- 桐ヶ谷要蔵
- ザ・ガードマン（1965年-71年、TBS / 大映テレビ室）
  - 第2話「黒い微笑」（1965年）
  - 第166話「殺されに来た二人の男」（1968年）
- ウルトラシリーズ（TBS / 円谷プロ）
  - ウルトラQ 第1話「ゴメスを倒せ!」（1966年） - 中村（東海弾丸道路工事現場作業係長）
  - ウルトラマンタロウ 第9話「東京の崩れる日」（1973年） - アケボノビル・オーナー
- 泣いてたまるか 第3話「ビフテキ子守唄」（1966年、TBS / 国際放映）
- 悪魔くん 第25話「人喰いダイヤ」（1967年、NET / 東映） - ダイヤモンド妖怪
- 新吾十番勝負 第27話「剣に花を」（1967年、TBS / 松竹テレビ室）- 向坂甚十郎
- 挑戦者 続・ある勇気の記録 第43話「もう黙ってない」（1967年、NET / 東映）
- 昔三九郎 第7話「イカサマと影法師」（1968年、NTV / 三船プロ）
- ローンウルフ 一匹狼 第37話「運命の拳銃」（1968年、NTV / 東映）
- キイハンター（TBS / 東映）
  - 第50話「空中サーカス強盗団」（1969年）
  - 第73話「殺人金庫ただ今 発売!」（1969年）
  - 第83話「霊柩車に乗った新婚旅行」（1969年）
  - 第124話「腰抜け札束強盗団」（1970年）
  - 第152話「おー新婚! ハレンチ追跡旅行」（1971年）
  - 第183話「九ちゃんのスパイ大作戦」（1971年） - 中国マフィアボス・李
  - 第194話「殺人コンピューター貸します」（1971年） - 松島組長
  - 第235話「脱獄囚バッド・ファーザー」（1972年） - バッド・ファーザー
  - 第256話「喜劇ギャングの教科書」（1973年） - 権田組長・権田権之助
- 無用ノ介 第2話「無用ノ介の首五百両也」（1969年、NTV / 国際放映） - 鬼達
- 鬼平犯科帳 第1シリーズ（NET / 東宝）　
  - 第7話「暗剣白梅香」（1969年） - 白縫善八
  - 第28話「縄張り」（1970年、NET / 東宝） - 追分の重八 役
- 銭形平次 （CX / 東映）
  - 第208話「五里霧中」（1970年） - 重五郎
  - 第574話「大泥棒平次」（1977年）
- 大忠臣蔵 第2話「渦巻く黒い霧」（1971年、NET / 三船プロ） - 山際三左衛門
- プレイガールシリーズ （12ch / 東映）
  - プレイガール
    - 第96話「男殺し やわ肌仁義」（1971年） - 黒山
    - 第156話「妻は過去に何をされたか?」（1972年） - 大橋
    - 第183話「温泉町の流れ医者」（1972年） - 黒羽
    - 第238話「女は素肌で勝負する」（1973年）  - 大利根

  - プレイガールQ  第42話「温泉脱ぎ脱ぎ作戦」(1975年） - 谷村
- 遠山の金さん捕物帳（NET / 東映）
  - 第41話「それを見た女」（1971年） - 相模屋茂兵衛
  - 第71話「義賊と呼ばれた男」（1971年） - 仙左衛門
  - 第105話「幽霊を化かした男」（1972年） - 権十郎
  - 第124話「水もしたたる男」（1972年） - 寅五郎
  - 第167話「半次が慕い続けた女」（1973年）
- 人形佐七捕物帳 第12話「鶴の千番」（1971年、NET / 東宝） - 幸兵衛
- さぼてんとマシュマロ 第10話（1971年、NTV / ユニオン映画）
- おらんだ左近事件帖 第14話「ばくち侍」（1972年、CX / 東宝） - 渡海屋十兵衛
- 鬼平犯科帳 第2シリーズ 第16話「掻掘のおけい」（1972年、NET / 東宝） - 念仏半平
- 荒野の素浪人 第1シリーズ（NET / 三船プロ）
  - 第12話「慕情 赤い谷の女」（1972年） - 切割の大八
  - 第50話「女郎花 暁の脱走」（1972年） - 榎島の勝蔵
- さすらいの狼 第5話「ふたりの竜」（1972年、NET / 東映） - 山坊主元海
- 必殺仕掛人 第1話「仕掛けて仕損じなし」（1972年、ABC / 松竹） - 辰巳屋
- ワイルド7 第2話「死を呼ぶヘルキャット」（1972年、NTV / 国際放映） - 大岩
- 長谷川伸シリーズ（NET / 東映）
  - 第5話「町のいれずみ者」（1972年）
  - 第10話「旅の風来坊」（1972年）
  - 第27話「殴られた石松」（1973年）
- 二人の素浪人 第15話「渋川宿の陰謀をあばけ」（1972年、CX / 東映） - 堂門の甚五郎
- 剣客商売 第9話「決斗、見付宿」（1973年、CX / 東宝 / 俳優座）
- 流星人間ゾーン 第20話「激闘! ファイターの歌が聞える」（1973年、NTV / 東宝） - 紳士風の老人（レッドガロガ）
- ぶらり信兵衛 道場破り 第9話「九年目の浮気」（1973年、CX / 東映）
- キカイダー01 第30話「悪魔? 天使? ビジンダー出現」（1973年、NET / 東映） - 謎の僧（公害ナマズ人間態）
- パナソニック ドラマシアター（TBS / C.A.L）
  - 大岡越前
    - 第2部（1971年）
      - 第24話「やまいぬ」 - 丑松
      - 第27話「小西屋事件」 - 庄兵衛

    - 第4部
      - 第12話「暗闇八百八町」（1974年12月23日） - びんずる角兵衛
      - 第22話「人情雛裁き」（1975年3月3日） - 今戸の源兵衛

    - 第5部 第2話「すり替えられた薬」（1978年2月13日） - 叶屋仙蔵

  - 水戸黄門
    - 第4部 第18話「駈けろ若駒 -八戸-」（1973年5月21日） - 権右ヱ門
    - 第5部 第12話「討たれに来た男 -京都-」（1974年6月17日） - 播唐屋藤兵衛
    - 第6部（1975年）
      - 第15話「丁半花むしろ -倉敷-」 - 横目の伝次
      - 第30話「希望の灯 -成田-」 - 黒馬の金八

    - 第7部（1976年）
      - 第8話「ちゃんの土俵入り -青森-」 - 鶴亀屋音右衛門
      - 第26話「馬にひかれて善光寺 -長野-」 - 権蔵
      - 第31話「助さん格さん子守唄 -渋川-」 - 仁王の寅蔵

    - 第8部（1977年）
      - 第7話「助さんの身替り亭主 -掛川-」 - 伊兵衛
      - 第17話「鹿が知ってた悪い奴 -奈良-」 - 伝兵衛

    - 第9部（1978年）
      - 第9話「黄門さまの父子裁き -弘前-」 - 碇屋五郎太
      - 第20話「帰って来た中乗りさん -木曽福島-」 - 伊豆屋万兵衛

    - 第10部 第19話「恋しきひとの琴 -犬山-」（1979年12月17日）- 入鹿屋藤造

  - 江戸を斬る
    - 江戸を斬る 梓右近隠密帳 第22話「闇のなかの狼」（1974年） - 又蔵
    - 江戸を斬るII 第5話「消えた江戸小町」（1975年12月8日） - 車屋伝兵衛
    - 江戸を斬るIII 第5話「人情遠山裁き」（1977年2月14日） - 稲荷の九郎助
- 大江戸捜査網（12ch / 三船プロ）
  - 第109話「深川慕情」（1973年） - 龍門の千蔵
  - 第154話「血染の蛇の目傘」（1974年） - 般若の松造
  - 第164話「女の肌に竜が泣く」（1974年） - 藤五郎
  - 第189話「囚人護送の罠」（1975年） - 大黒屋徳兵衛
  - 第219話「渡世人 命の捨て場」（1975年） - 竜巻の権蔵
  - 第300話「女義賊 復讐に燃える!」（1977年） - 聖天の文五郎
  - 第310話「遊女流転! 女義賊の謎」（1977年） - 勝蔵
- 非情のライセンス（NET / 東映）
  - 第1シリーズ
    - 第37話「兇悪のビーナス」（1973年） - 左近庄助
    - 第43話「兇悪の霊柩車」（1974年） - 平本

  - 第2シリーズ
    - 第7話「兇悪の黒い天使」（1974年） - 勝又
    - 第86話「兇悪の流転」（1976年） - 黒沼（日東会組長）
    - 第99話「兇悪の殉職・右田刑事」（1976年） - 祖父江（祖父江組組長）
- 唖侍鬼一法眼 第16話「卍ふたたび」（1974年、NTV / 勝プロ） - 湊屋七兵衛
- 事件狩り 第6話「恋人たちに罠をかけろ!」（1974年、TBS / 大映テレビ）
- ザ・ボディガード 第17話「復讐に来た女」（1974年、NET / 東映） - 玄田
- 傷だらけの天使（NTV / 東宝）
  - 第1話「宝石泥棒に子守唄を」（1974年） - 宝石密輸組織のボス
  - 第24話「渡辺綱に小指の思い出を」（1975年） - 大槻（金竜会組長）
- 座頭市物語 第5話「情知らずが情に泣いた」（1974年、CX / 勝プロ） - 宍戸の富五郎
- バーディー大作戦 第39話「連続殺人! 女の事件簿」（1975年、TBS / 東映）
- ザ★ゴリラ7 第2話「札束は殺しのラブレター」（1975年、NET / 東映） - 室山
- TOKYO DETECTIVE 二人の事件簿 第6話「逃亡刑事」（1975年、ABC / 大映テレビ）
- 長崎犯科帳 第13話「闇に消えた用心棒」（1975年、NTV / ユニオン映画） - 濱屋庄兵衛
- 痛快!河内山宗俊 第11話「男が泣いたわらべ唄」（1975年、CX / 勝プロ） - 梵天の政五郎
- 新宿警察 第3話「新宿ろくでなし」（1975年、CX / 東映） - 中尾正平
- 燃える捜査網 第5話「友情に向って走れ!!」（1975年、NET / 東映） - 桜井（明正金融社長）
- 十手無用 九丁堀事件帖 第13話「死神を追え」（1975年、NTV / 東映） - 佃権
- 影同心II 第23話「一殺多生政商を斬る!!」（1976年、MBS / 東映）
- 遠山の金さん 第1シリーズ 第24話「消えた飛脚を探せ!」（1976年、NET / 東映）
- 大都会 闘いの日々 第17話「約束」（1976年、NTV / 石原プロ） - 亀田興業社長
- 夫婦旅日記 さらば浪人 第4話「恋しのぶ宿」（1976年、CX / 勝プロ） - 弥五郎
- 人魚亭異聞 無法街の素浪人 第10話「一匹狼の歌」（1976年、NET / 三船プロ） - 天神徳兵衛
- 隠し目付参上 第20話「怪談 お化けの皮は何枚か」（1976年、MBS / 三船プロ） - 貸元
- ベルサイユのトラック姐ちゃん 第19話「燃える女の子守唄」（1976年、NET / 東映） - 相沢
- 忍者キャプター 第33話「大追跡! 忍者バス!!」（1976年、12ch / 東映） - 甲賀鉄猿
- 土曜ワイド劇場 / 松本清張のガラスの城（1977年、ANB / 東映）
- 太陽にほえろ! 第241話「脅迫」（1977年、NTV / 東宝） - 原社長
- 快傑ズバット 第24話「涙の健 見知らぬ街の恋人」（1977年、12ch / 東映） - ドン天山
- 横溝正史シリーズ / 獄門島（1977年、MBS / 東宝） - 儀兵衛
- 桃太郎侍（NTV / 東映） ※高橋英樹版
  - 第35話「鬼がひしめく青梅宿」（1977年） - 武蔵屋
  - 第103話「呑んべえ芸者騒動記」（1978年）
- 新五捕物帳 第7話「虹をかけた送り舟」（1977年、NTV / ユニオン映画） - 宍戸の清造
- 特捜最前線 第45話「蒸発・記憶をデッサンする女!」（1978年、ANB / 東映）
- 破れ新九郎 第22話「曲芸女太夫騒動記」（1979年、ANB / 中村プロ） - 半五郎
- 燃えろアタック（1979年、ANB / 東映） - 倉山（大洋ホテルコック長）
- ザ・スーパーガール 第3話「汚職メモ 裸の女の落し穴」（1979年、12ch / 東映） - 梶山大造
- Gメン'75 第208話「5月26日絞首刑」（1979年、TBS / 東映） - ローンズ大津社長
- 高木彬光シリーズ / 白昼の死角（1979年、MBS / 東映） - 高島総長
- 鉄道公安官 （ANB / 東映）
  - 第29話「目撃者・C57とヤエモン」（1979年）
  - 第40話「追撃! 殺人警官」（1980年）

など

### 吹き替え
- 刑事バレッタ（英語版）
- 探偵キャノン「影の男」 - アッシャー警部(バート・フリード)
- ゴッドファーザー - アメリゴ・ボナセーラ(サルヴァトーレ・コルシット)※日本テレビ版
- アトランティスから来た男「人魚のうたごえ」 - ストリンガー(ネヴィル・ブランド)